# Sipylus dilatatus
Sipylus dilatatus är en insektsart som beskrevs av Walker. Sipylus dilatatus ingår i släktet Sipylus och familjen hornstritar. Inga underarter finns listade i Catalogue of Life.